# Challenger Lugano 2009
Il Challenger Lugano 2009, noto anche come BSI Challenger Lugano, è stata l'undicesima edizione di un torneo professionistico di tennis maschile giocato sulla terra rossa, che faceva parte dell'ATP Challenger Tour 2009. Si è giocato a Lugano in Svizzera dall'8 giugno al 14 giugno 2009.

## Partecipanti

### Teste di serie
| Nazionalità | Giocatore       | Ranking* | Testa di serie |
| ----------- | --------------- | -------- | -------------- |
| Svizzera    | Stan Wawrinka   | 18       | 1              |
| Romania     | Victor Crivoi   | 99       | 2              |
| Argentina   | Sergio Roitman  | 100      | 3              |
| Italia      | Potito Starace  | 104      | 4              |
| Germania    | Simon Greul     | 111      | 5              |
| Brasile     | Thiago Alves    | 117      | 6              |
| Argentina   | Agustín Calleri | 118      | 7              |
| Brasile     | Thomaz Bellucci | 119      | 8              |

- Ranking al 25 maggio 2009.

### Altri partecipanti
Giocatori che hanno ricevuto una wild card:
- Stéphane Bohli
- Michael Lammer
- Bernard Tomić
- Stan Wawrinka
- Peter Luczak (special Exempt)

Giocatori passati dalle qualificazioni:
- Andrea Arnaboldi
- Alberto Brizzi
- Alessio di Mauro
- Cristian Villagrán

## Campioni

### Singolare
Stan Wawrinka ha battuto in finale  Potito Starace, 7–5, 6–3

### Doppio
Johan Brunström /  Jean-Julien Rojer hanno battuto in finale  Pablo Cuevas /  Sergio Roitman, walkover